# Simone Tanner-Chaumet

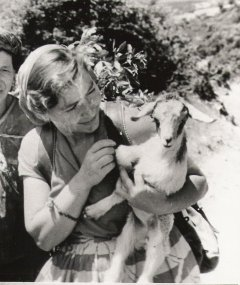
Simone Chaumet (1953)

Simone Tanner-Chaumet (* 1916 in Frankreich; † 25. Mai 1962 in Algerien) war eine französische Friedensaktivistin. Sie war in mehrjährigen Einsätzen von Freiwilligen des Service Civil International (SCI) in Frankreich und Algerien. 2011 wurde sie vom Staat Israel als Gerechte unter den Völkern geehrt für die Rettung jüdischer Kinder während des Zweiten Weltkriegs.

## Leben

### Jugend
Simone Chaumet wurde während des Ersten Weltkriegs geboren, genaues Geburtsdatum und Geburtsstadt sind nicht bekannt. Ihren Vater, der im Krieg starb, hat sie nie kennengelernt. Ihre Mutter zog nach ihrer zweiten Heirat mit ihrem Mann und den zwei Töchtern nach Cannes. 1942 trat Chaumet dem Club loisirs action jeunesse (CLAJ) bei. 1943 wurde sie Sekretärin des CLAJ, der mit der Organisation Amitiés Chrétienne verbunden war. Während ihrer Arbeit auf dem Col du Fanget in den Französischen Alpen rettete sie zusammen mit Jamy (Germaine) Bisserier fünf jüdischen Kindern das Leben: François Gelbert, Maurice und Charles Wrobel sowie Gilbert und Maxime Allouche.

### Beim Service Civil International
Der SCI war für Simone Chaumet sehr wichtig. Von 1945 bis 1950 war sie in Frankreich als Freiwillige tätig, von 1951 bis 1956 als Langzeitfreiwillige in Algerien. Sie heiratete den SCI-Sekretär Emile Tanner. In Bouzareah, einer Vorstadt von Algier, gründete eine Schule. Sie wollte Menschen helfen, die nicht lesen und schreiben konnten und Kindern Bildung vermitteln.

## Tod und Gedenken
Am 25. Mai 1962 wurden Simone Tanner-Chaumet und ihr Mann während den Auseinandersetzungen des Algerischen Unabhängigkeitskriegs ermordet.
Auf dem Col du Fanget wurde am 7. Mai 2005 eine Erinnerungstafel für Simone Tanner-Chaumet eingeweiht. Drei Gerettete (François Gelbert, Gilbert und Maxime Allouche) waren dabei anwesend. Am 24. Oktober 2011 wurde sie in Paris vom Staat Israel als Gerechte unter den Völkern geehrt. Sie wurde zudem zusammen mit ihrem Mann vom algerischen Außenministerium in die Liste der während des Algerienkriegs verschwundenen Personen aufgenommen.